# Telecomunicaciones de Argentina
Las telecomunicaciones en Argentina se brindan en forma telegráfica, telefónica, postal, emisión de canales de televisión, radios y provisión de conexión a internet abarcando todo el territorio nacional.
El servicio postal, que cubre todo el país, es de propiedad mixta (privada y estatal). El principal exponente del sector es el Correo Argentino.
Hay casi 1500 estaciones de radio, de las cuales 260 son AM y 1150 son FM.

## Telegrafía

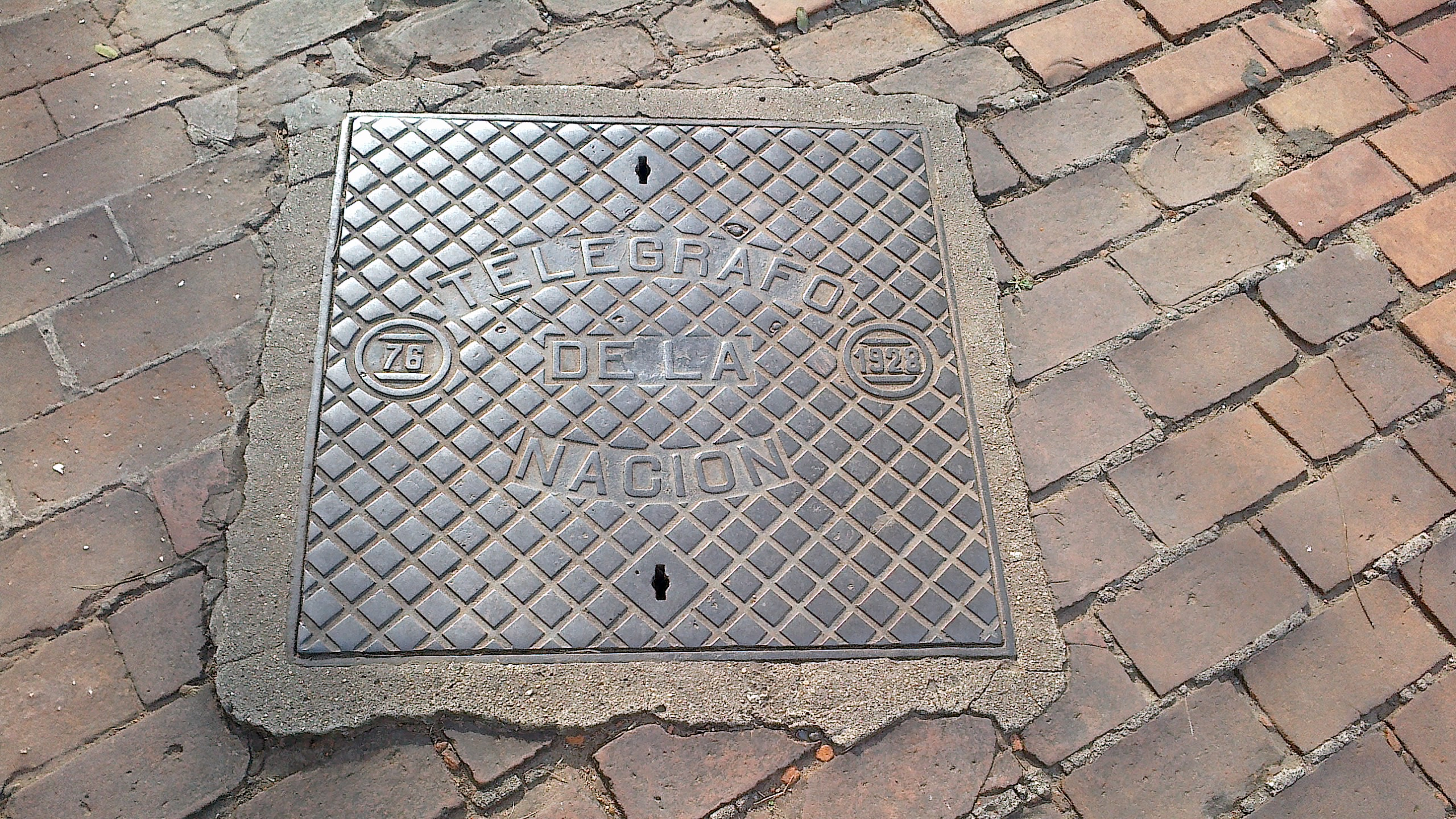
Tapa aún existente en el barrio de Belgrano.

La historia de la telegrafía argentina encuentra sus primeros antecedentes en su variante óptica en 1815, poco después de la Revolución de Mayo de 1810, aunque su mayor desarrollo se daría con la difusión de la telegrafía eléctrica durante la presidencia de Domingo Faustino Sarmiento. Argentina recién dispondría de un enlace autónomo con Europa en 1910, aunque la red telegráfica en relación a su población llegaría a ser una de las mayores del mundo ya que en su presidencia se tendieron 5000 kilómetros de líneas telegráficas.
Los objetivos de esta tecnología de la comunicación consistía en analizar y observar las tácticas que eran realizadas por el Estado, para conseguir generar una presencia en los territorios de difícil control. También funcionaba para mejorar el tráfico comercial, y progresar a través de la construcción de caminos y vías ferroviarias entre Argentina y Chile que utilizó gran parte de la población.

## Telefonía
En 1878 se realizó la primera comunicación telefónica en el país, dos años después del patentamiento de la tecnología. La realizaron dos ingenieros argentinos, Carlos Fayol y Fernando Newman conectando el diario La Prensa con la Administración de Telégrafos del Estado. Posteriormente formaron una sociedad para vender la prestación y le solicitaron al gobierno la exclusividad en la prestación del servicio, pero nunca obtuvieron respuesta a su pedido y tampoco pudieron comenzar a funcionar como empresa. En los años sucesivos empezaron a instalarse en el país empresas extranjeras para aprovechar el potencial del negocio

### Primeras licencias de telefonía
Durante la presidencia de Roca se firmaron tres decretos otorgando licencias de explotación del servicio telefónico a la Compañía de Teléfonos Gower-Bell de capitales ingleses, a la belga Société du Pantéléphone L. de Locht y a la Compañía Telefónica del Río de La Plata subsidiario de la estadounidense Bell. Estas licencias otorgadas no daban exclusividad de ningún tipo en ninguna zona, podían entrar nuevos competidores, tampoco imponía obligaciones y el Estado no intervenía de ninguna forma. El área de cobertura de estas licencias eran la Capital Federal y sus alrededores.
Las tres operadoras dieron comienzo de inmediato a la explotación del servicio telefónico convirtiendo a Buenos Aires en la ciudad con más líneas telefónicas de América Latina, y la competencia entre las tres empresas llegó hasta la destrucción mutua de bienes tecnológicos usados para la prestación del servicio.
Este hecho de violencia derivó que en 1882 la Pantéléphone se fusione con la Compañía Telefónica del Río de La Plata estableciendo su sede en Londres e incorporando capital británico conformando la empresa The United Telephone Company of the River Plate que cuatro años después adquiere a su competidora Gower-Bell pasando a denominarse The United River Plate Telephone Company o Unión Telefónica (UT) manteniéndose en el mercado durante 43 años extendiéndolo por la Región Pampeana.
Esta fusión de las tres operadoras existentes en el mercado provocó que el servicio sea monopólico, las tarifas aumentaron y la calidad del servicio disminuía. Un grupo de usuarios disconformes con el producto que se les ofrecía creó la Sociedad Cooperativa Telefónica en 1887 y fue durante treinta años la única competencia disponible en la zona más conveniente del país, en 1926 se sancionó la Ley de Cooperativas y cambio su nombre por el de Compañía Telefónica Argentina.
Hasta mediados de 1910 Buenos Aires, Córdoba y Santa Fe eran las únicas ciudades con servicio telefónico, era donde le convenía invertir a la Unión Telefónica. Fue a mediados de la década de 1910 y comienzos de la del 20 que se fueron creando operadoras locales y regionales en el interior del país y en localidades que no eran lo suficientemente convenientes para las empresas comerciales se fueron formando cooperativas. Se formó una estructura de tecnología heterogénea superponiéndose en las localidades más rentables pero no pudiendo interconectarse entre sí. En 1913 se contabilizaron 83 empresas en todo el país llegando a 94 en 1922, pero con el 90% de las líneas instaladas en la Región Pampeana especialmente en Buenos Aires siendo la Unión Telefónica la empresa más grande.
Entre las operadoras que se crearon en esta época se destacaron la Compañía Entrerriana de Teléfonos (CET) que se fundó en 1916 a partir de la adquisición de una red existente en la Región Mesopotamica y en 1927 comenzó en Mendoza la Compañía Argentina de Teléfonos que se extendió por el Cuyo. La sueca Ericsson se relacionó con estas empresas proveyendoles el equipamiento primero, tomando control accionario posteriormente para terminar con el control total de ambas. La participación de estas empresas en el mercado telefónico argentino representó el 7% del total de líneas operando en zonas donde la Unión Telefónica no lo hacía y tratando de monopolizar el servicio en sus zonas.
En 1927 se instaló en el país International Telephone and Telegraph Corporation (ITT) que se creó en Estados Unidos para participar del mercado mundial de las comunicaciones brindando equipamiento y servicios. La primera acción en el país fue comprar la Compañía Argentina de Teléfonos que tenía problemas financieros, y también adquirió tres compañías chicas en la zona pampeana.
La expansión de las tres compañías más grandes la Unión Telefónica, la CET y la CAT concentró relativamente el negocio pasando de 89 compañías en 1936 a 43 en 1941. La cantidad de abonados aumentó considerablemente, de 205000 en 1927 se pasó a 460587 en 1941, valor que representaba casi el 40% de las líneas totales en América Latina. [cita requerida]Pero todavía no era obligatoria la interconexión de las líneas lo que producía que los usuarios del servicio en el norte del país de la CAT no podían hacer llamadas a los usuarios de la UT en la región pampeana pero podían llamar a Europa y los clientes de la UT no podían llamar a Mendoza pero si hacerlo a Estados Unidos o a Europa.

### Regulación estatal
Entre 1910 y 1912 y de acuerdo a como se venía procediendo a nivel mundial, se estaban nacionalizando y unificando los monopolios de telecomunicaciones en varios países de Europa, se intentó darle mayor intervención pública. La ley 7501 de 1910 que disponía la ejecución de los estudios necesarios para la construcción nacional de una red de comunicaciones en el país y que terminó en un proyecto que pretendía adquirir las redes troncales de las operadoras.
En 1912 Saenz Peña estableció por decreto las Bases para las concesiones telefónicas limitando las concesiones a treinta años tras lo cual el Estado Nacional pasaba a tener la propiedad de las redes (podía rescatarlas con anterioridad), también retenía el control tarifario, se establecía la cobertura obligatoria y también la interconexión obligatoria. Además disponía de una operadora telefónica por ciudad sin afectar aquellas localidades que tenían más de una. Las nuevas medidas no fueron bien recibidas por la compañía y en 1913 el gobierno había flexiblizado su posición y no obligaba al cumplimiento de las mismas. Finalmente en 1920 Yrigoyen las derogó por considerarlas inaplicables en forma parcial y en la práctica no se podían ejecutar, volviendo a quedar el servicio sujeto a la Ley de Telégrafos hasta que otra reglamentación se sancione.
En 1935 Justo sancionó un decreto haciendo obligatoria la interconexión entre las diferentes redes para paliar los inconvenientes que causaba su carencia, y además alentaba un proceso de intercambio de redes entre compañías para permitir la unificación entre regiones. Y un año después estableció la "Reglamentación completa del servicio público telefónico nacional" estableciendo a las comunicaciones como servicio público dependiendo de la órbita nacional bajo el control de la Dirección Nacional de Correos y Telégrafos estableciendo condiciones para la explotación y desarrollo  del servicio, así también como la regulación de las tarifas. Además estableció que las licencias de explotación podían ser canceladas por el Estado. Este decreto también recibió la oposición de las operadoras, tuvo problemas técnicos para su implementación pero de a poco las redes se fueron interconectando, la regulación tarifaria recibió trabas y por varias décadas se siguió operando el servicio en base a los antiguos permisos locales.

### Estatización
El 3 de septiembre de 1946 Perón creó la Empresa Mixta de Telefonía Argentina estatizando las empresa ITT el 18 de marzo de 1948 se llamó al rescate de las acciones de la EMTA pasando el Estado a ser titular y propietario del 100% de las mismas creando la Compañía de Teléfonos del Estado. Por la operación el Estado argentino desembolso 95 millones de dólares a la empresa estadounidense ITT y esta empresa seguía dando asesoramiento por diez años a cambio de un pago del 3% de los ingresos brutos de la nueva compañía y la empresa subsidiaria Standard Electric mantuvo la exclusividad de la provisión de equipos y repuestos. La ley 12864 del Congreso de la Nación ratificó la negociación.Esta estatización no afectó al resto de empresas y cooperativas que existían, la regulación se siguió haciendo en base a los decretos de 1935 y 1936 basada en los diferentes acuerdo municipales y provinciales que pese a ser considerados precarios en esas normativas continuaron aplicándose.

#### ENTEL
El 13 de enero de 1956 el Poder Ejecutivo creó la Empresa Nacional de Telecomunicaciones de capitales estatales administrada por un concejo de administración integrado por el subsecretario de comunicaciones, el gerente general ocupando el cargo de vicepresidente y cinco vocales, uno de ellos al menos integrante de las Fuerzas Armadas y además se dictamino un marco jurídico para el desarrollo de la empresa.

### Servicios de telefonía

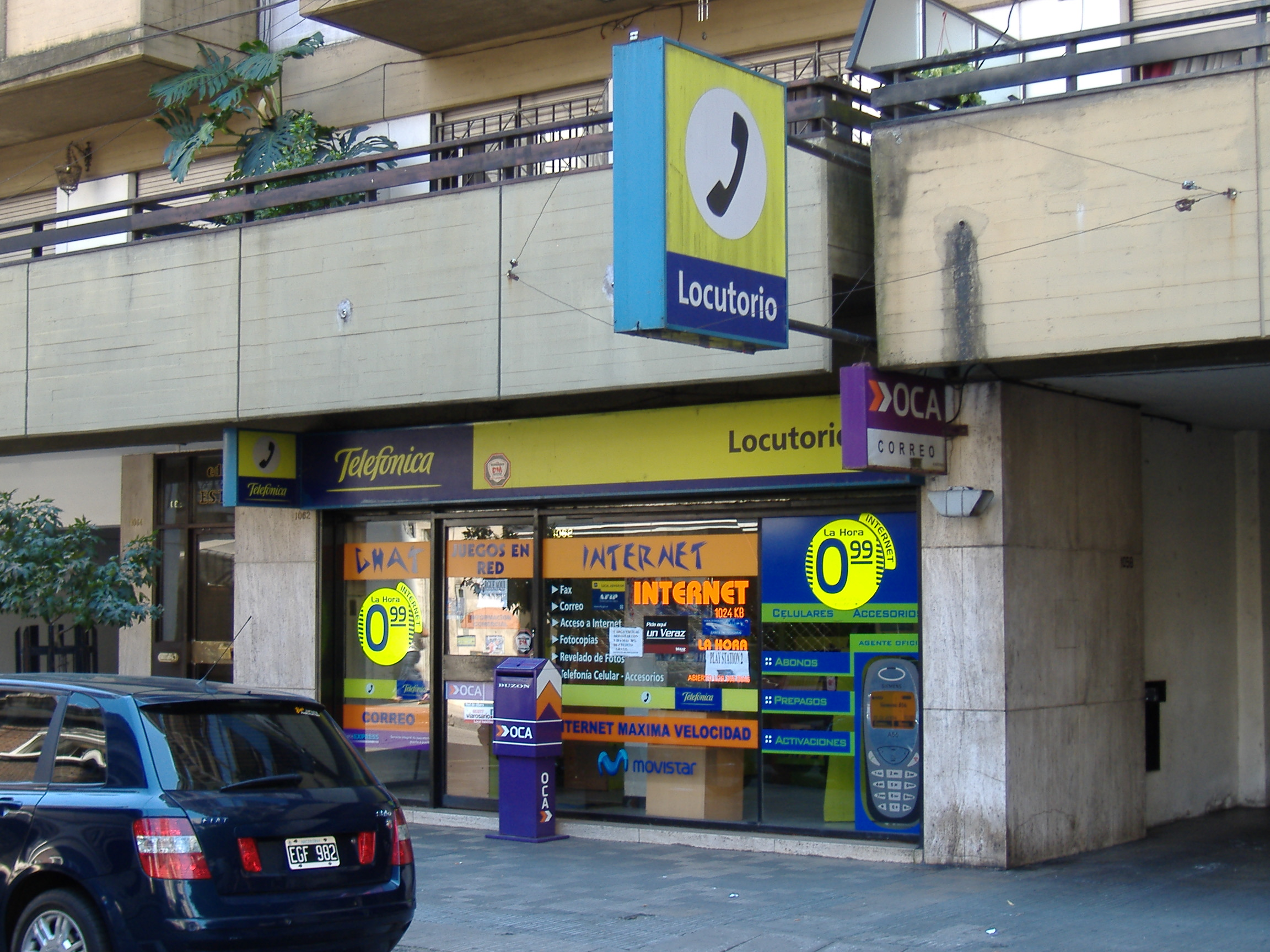
Locutorio de Telefónica en Rosario.

El sistema de telefonía argentino fue privatizado durante la década de 1990. La privatización trajo consigo un cambio en los números de los teléfonos fijos y un marcado crecimiento en el mercado de la telefonía móvil desde la recuperación económica.
- Líneas fijas : 8,9 millones (mayo de 2006).[5]
- Móviles: 50,4 millones (126 cada 100 personas).[6]
- Teléfonos públicos : 13 000 (septiembre de 2010).[7]

La red de Telefonía doméstica se envía por repetidores de microondas de radio y un sistema de satélite con 40 estaciones en tierra. En un mes de servicio hay 908 763 000 llamadas locales, 188 869 000 llamadas interurbanas y 14 239 000 llamadas internacionales (datos de febrero de 2006).[cita requerida]
Las comunicaciones internacionales usan tres satélites: tres Intelsat (en el Océano Atlántico, dos puntos de acceso cerca de Buenos Aires y el Atlantis II, que es un cable submarino. Pronto esto será reemplazado por cables de fibra óptica, pudiendo correr a 2,5 GB/s.

#### Compañías
En los años 1990, el sistema telefónico argentino (el cual era propiedad de ENTel, compañía que pertenecía al estado) fue vendido a dos corporaciones privadas que querían invertir en Argentina: Telefónica, una empresa española, y la entonces compañía de capitales ítalo-franceses Telecom hoy pertenece al Grupo Clarín. El país se dividió en dos zonas, la región norte, que se transfirió a Telecom, y la región sur, correspondiente a Telefónica.
El estado fue otorgándole el control de la telefonía progresivamente. Al principio, les permitió que pudieran proporcionar llamadas internacionales, después telefonía móvil, y por último, proporcionar la telefonía al servicio doméstico.
A finales de la década de los 90 comenzó un proceso de desregulación de las telecomunicaciones, el cual puso fin a la exclusividad en zonas telefónicas, larga distancia y telefonía móvil, posibilitando el ingreso de nuevos operadores de telecomunicaciones.
Tanto Telecom como Telefónica poseen sus correspondientes proveedores de Internet ADSL. Arnet es parte de Telecom, y se encarga de ofrecer Internet a los usuarios de dicha empresa. Speedy brinda el servicio de Internet a los clientes de Telefónica. Existen también empresas que pueden proveer internet ADSL en ambas redes, caso es el de Sion.
Claro (anteriormente Telmex Argentina) ingresó a principios de la década del 2000 al mercado de la telefonía, consolidándose en 2010 como la compañía de teléfonos competidora de Telefónica y Telecom. Ofrece Telefonía e Internet, ya sea móvil o por fibra óptica.
Existen también empresas de televisión por cable como Telecentro, Supercanal y Gigared que están habilitadas para brindar en varias ciudades el servicio de triple play (telefonía, internet y televisión por cable).

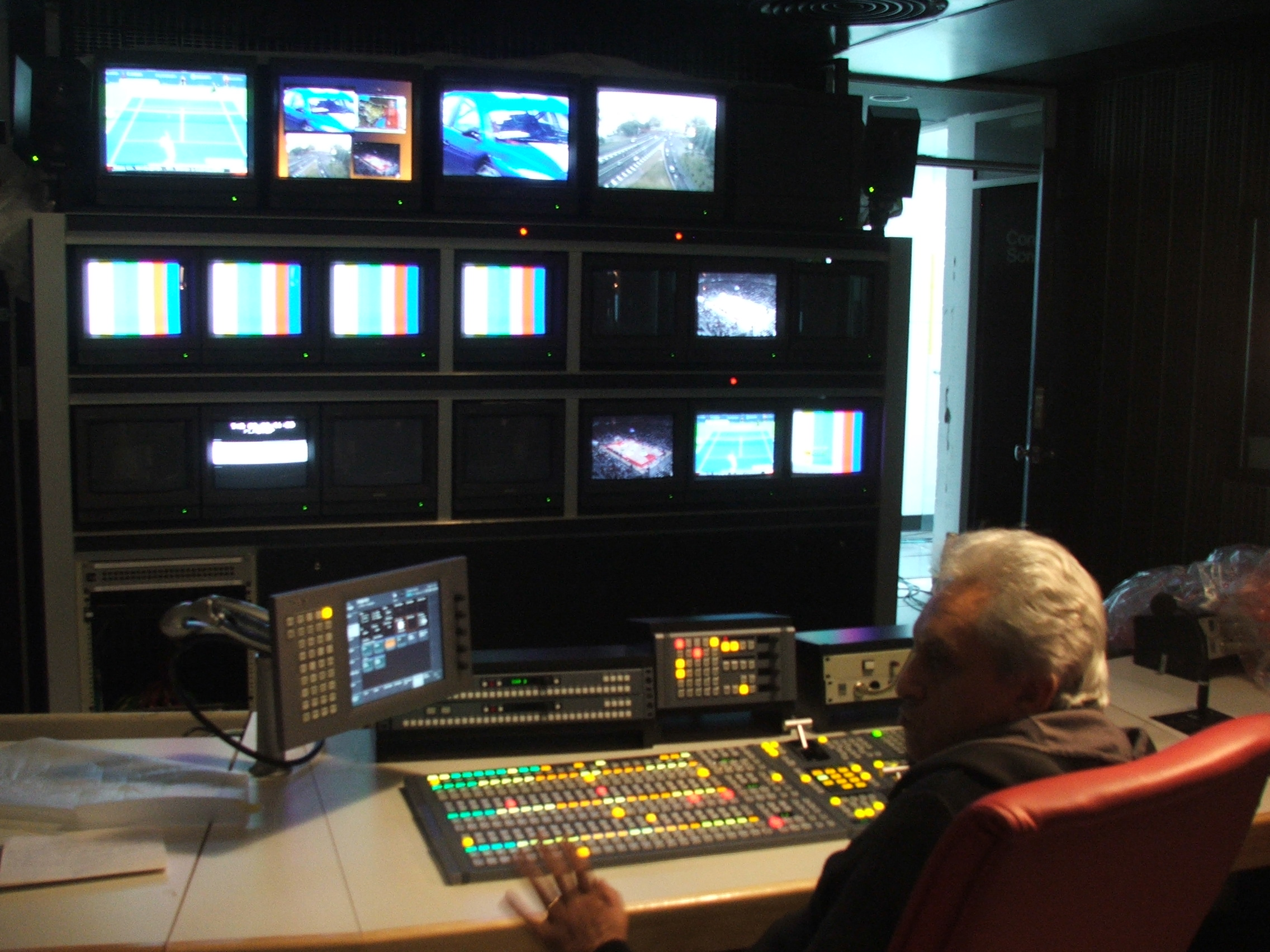
Estudio de control de Canal 7 Argentina.

El servicio de comunicaciones telefónicas fue privatizado en 1990 bajo el gobierno de Carlos Menem. Hay 8,3 millones de líneas telefónicas instaladas, en una proporción de 23 líneas para cada grupo de 100 habitantes. La tasa de penetración de telefonía móvil es de 102 teléfonos celulares por cada 100 personas, con un total de 40 millones de líneas. Este número elevado se debe, en parte, a que personas de bajo nivel adquisitivo pudieron en los últimos años acceder a los planes de pago.
El servicio de comunicaciones telefónicas fue privatizado en 1990 bajo el gobierno de Carlos Menem. Hay 8,3 millones de líneas telefónicas instaladas, en una proporción de 23 líneas para cada grupo de 100 habitantes. La tasa de penetración de telefonía móvil es de 102 teléfonos celulares por cada 100 personas, con un total de 40 millones de líneas. Este número elevado se debe, en parte, a que personas de bajo nivel adquisitivo pudieron en los últimos años acceder a los planes de pago.
Hay casi 1500 estaciones de radio, de las cuales 260 son AM y 1150 son FM.

## Radio
Argentina fue pionera en materia de radiodifusión de habla hispana, siendo el tercer país del mundo en realizar transmisiones regulares. Fue a partir del 27 de agosto de 1920 desde la Ciudad Autónoma de Buenos Aires.
Algunos de hechos históricos relacionados de la radiofonía argentina fueron las primeras transmisiones de conciertos y las primeras transmisiones deportivas de boxeo y fútbol, en la década de 1920. También la llegada del radioteatro en las décadas de 1930 y 1940.

## Televisión

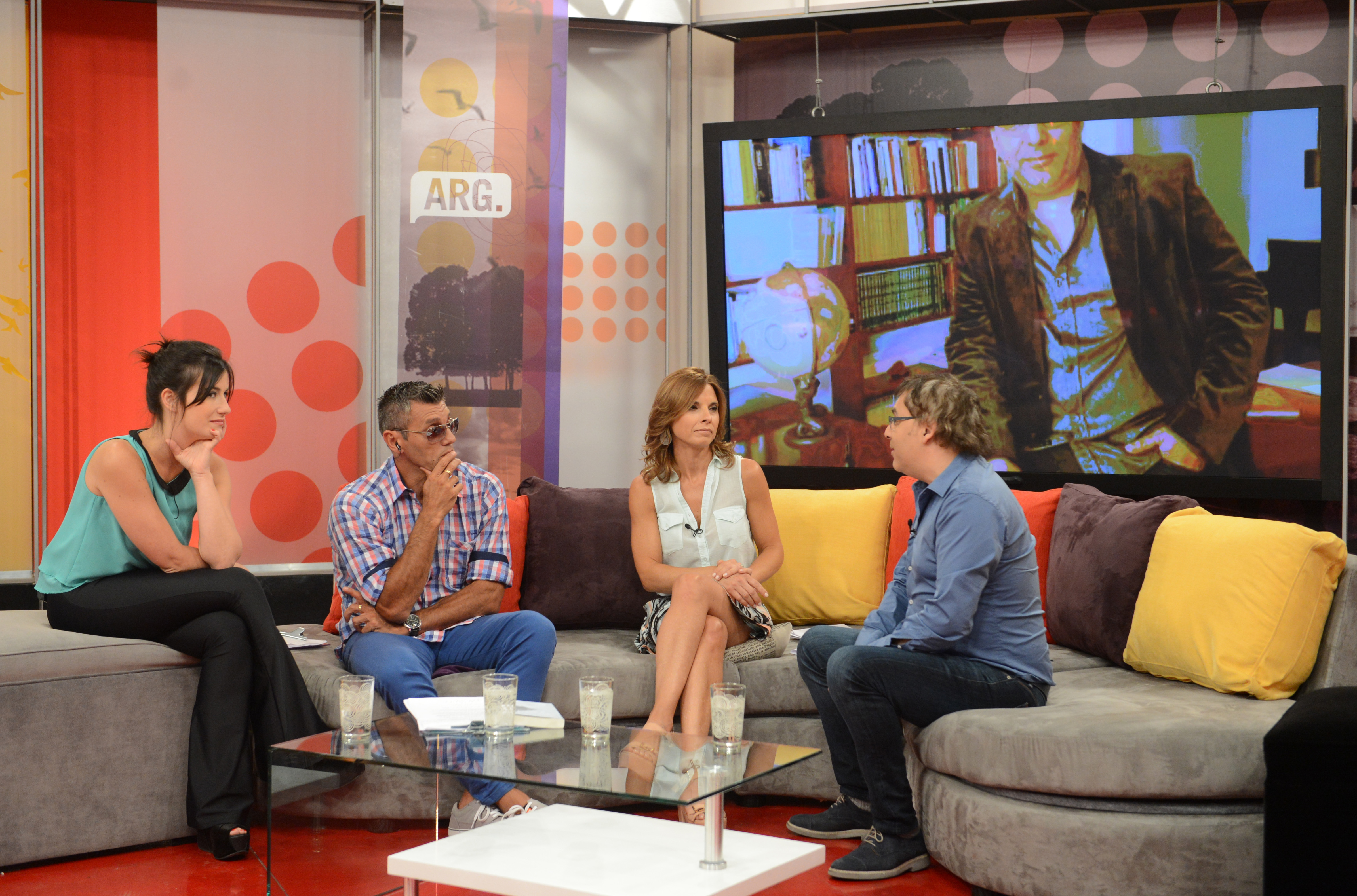
Estudio del programa «Vivo en Argentina», de la Televisión Pública, la primera estación de televisión en el país.

La televisión es uno de los medios de comunicación más desarrollados en Argentina, hallándose profundamente arraigada en su cultura y sociedad a través de su historia.
Su primera emisión oficial fue realizada el 17 de octubre de 1951, televisándose el Día de la Lealtad Peronista de aquel año (siendo también el último acto público de Eva Perón junto a Juan Domingo Perón) a partir de las 14.20 horas. La transmisión corrió por parte de Canal 7, hoy denominada Televisión Pública, siendo en la actualidad la televisora con mayor cobertura a nivel nacional. Los canales privados, existentes desde 1960, cuentan con una amplia cantidad de emisoras con sede en diferentes ciudades del país
Los principales canales televisivos que transmiten desde Buenos Aires son: América TV, Canal 9, Telefe, Canal 13 y la Televisión Pública, siendo este último de propiedad estatal y el único de alcance en toda la República Argentina. Aun así, los demás suelen ser retransmitidos, en todo o en parte, por canales provinciales. También hay un canal educativo y estatal, Canal Encuentro. Entre los canales de noticias, los más vistos son TN, A24, LN+, C5N entre otros. Asimismo, Argentina se destaca por poseer una gran oferta de canales de televisión por cable. Según datos de 2001, la gran mayoría de los hogares posee televisión y el 54 % cuenta con TV por cable. En los últimos años los sistemas de televisión paga se han expandido, alcanzando los 6 millones de hogares en el año 2006 y concentrando casi la mitad de la audiencia de televisión por cable en Latinoamérica. El país es el cuarto a nivel mundial con mayor penetración de TV por cable por hogar, solo superado por Canadá, Estados Unidos y Dinamarca.

## Internet
Además de las conexiones a Internet pagadas a través de mensualidades (o por tarifas planas), en Argentina hay proveedores de Internet que tienen un acuerdo comercial con las compañías telefónicas. Este acuerdo consiste en que el usuario sufre un aumento leve en su tarifa a cambio de disfrutar de servicio telefónico y de internet.
El número de usuarios conectados a Internet por medio de un módem
se ha reducido drásticamente en el año 2005. Esta reducción se debe al crecimiento de la conexión a internet por banda ancha. A finales del año 2005, había 794 614 conexiones por banda ancha y 508 608 que se conectaban por módem. De estas conexiones, el 47,1% se localiza en Buenos Aires, el 26,4% en la provincia de Buenos Aires, el 7,1% en Santa Fe, el 6,4% en Córdoba y el 5,9% en Mendoza.
A principios de 2010, la disponibilidad de Internet alcanzó al 64,4% de la población, con más de 26 millones de usuarios, y las conexiones por banda ancha en diciembre de 2010 llegaron a 4.507.703 (penetración sobre el 11,2% de la población), siendo una de las tasas más altas de la región. La cantidad de sitios web registrados con el código del país (.ar) en agosto de 2008 era de casi 1 700 000
El número de cuentas de correo electrónico se calcula en 4.390.000, con un tráfico mensual estimado de 2.351 millones de mensajes.
Se incorporaron durante el año 2010 849.367 nuevas conexiones de banda ancha. De estas nuevas conexiones, el 34,3% se localizan en Buenos Aires, el 25,6% en la Ciudad de Buenos Aires, el 7,8% en Córdoba, el 6,8% en Mendoza y el 6,3% en Santa Fe.
El dominio de nivel superior geográfico que se usa en Argentina es .ar
En marzo de 2008, se estimaba que el parque de computadoras en la Argentina era de 7 millones. A finales de 2007, la disponibilidad de Internet alcanzó al 39,7 % de la población, con más de 16 millones de usuarios, y las conexiones por banda ancha en marzo de 2008 llegaron a 2 557 413 (penetración sobre el 6,6 % de la población). En el primer trimestre de 2010, 26 de cada 100 hogares tienen acceso de banda ancha, ubicando al país en segundo lugar en Latinoamérica. Además fue el que más creció en el último año. La cantidad de sitios web registrados con el código del país (.ar) en agosto de 2008 era de casi 1,7 millones.

## Servicio postal
La historia del correo en Argentina se remonta al 14 de mayo de 1514, con la creación del Correo Mayor de Indias con sede en la ciudad de Lima. Bajo el reinado del rey Carlos III se decidió indemnizar al Correo Mayor, Fernando de Carvajal y Vargas, conde de Castillejo y el servicio postal pasó a formar parte de la Corona española.
Debido a la creciente actividad comercial se necesitaba instalar un servicio postal en Buenos Aires. Domingo Basavilbaso gestionó el permiso necesario para instalar el servicio en la región a cargo de un Teniente del Correo Mayor, designado por el Titular en Lima.
A partir del 1 de julio de 1769 empezó a operar oficialmente el servicio cuando Domingo de Basavilbaso y Lapresa fue nombrado administrador de la Real Renta de Correos de Buenos Aires que con el tiempo se extendió las carreras de postas uniendo Buenos Aires con Potosí y tiempo más adelante con Santiago de Chile. El último administrador de Correos de la época colonial fue el vasco-español Melchor de Albín y Careaga (Balmaceda, 1735 - Buenos Aires, 1823).
Bruno Ramírez fue el primer cartero designado del correo. Este oficio no existía y apenas se implementaba el servicio en el Virreinato del Río de la Plata. Ramírez tomó posesión de su cargo el día 14 de septiembre de 1771, fecha en que se celebra en Argentina el Día del Cartero.